# Billy Miske
William Arthur Miske, soprannominato "The Saint Paul Thunderbolt" (Pittsburgh, 12 aprile 1894 – 1º gennaio 1924), è stato un pugile statunitense.
Non ottenne mai un titolo mondiale, ma si batté con alcuni tra i più grandi pugili della propria epoca, spesso sconfiggendoli. Il suo valore non ebbe la possibilità di esprimersi a causa della malattia da cui fu colpito quando era poco più che ventenne e che lo condusse alla morte a soli 29 anni.
Nel 2010 la International Boxing Hall of Fame lo ha incluso tra i più grandi pugili di tutti i tempi.
La sua famiglia era di origini tedesche.

## La carriera
Esordì come peso medio, i primi incontri registrati risalgono al 1913. Al suo record, tuttavia, bisogna aggiungere almeno altri 52 incontri "newspaper decision", i match senza verdetto ufficiale su cui, per legge, negli Stati Uniti fino alla fine degli Anni '10, potevano esprimersi solo i giornali.
Fu antagonista degli hall of famers Tommy Gibbons, con cui combatté almeno 5 incontri sconfiggendolo in almeno una occasione, Mike O'Dowd, che venne sconfitto da Miske, Jack Dillon (5 incontri, di cui 4 vinti da Miske), Battling Levinsky (4 incontri), Harry Greb (3 incontri), Jack Dempsey (2 incontri), Kid Norfolk (2 incontri).

## La malattia
Nel 1916, a soli 22 anni, gli fu riscontrata la malattia di Bright, una forma di nefrite. La diagnosi di questa malattiva equivaleva, a quei tempi, ad una condanna a morte. I medici gli diedero 5 anni di vita, se Miske avesse abbandonato il pugilato e si fosse curato.
Nel luglio del 1919 Miske si ritirò ed aprì un'attività commerciale, una concessionaria di automobili. Miske non era però portato per gli affari e l'attività andò presto a rotoli.
Fu costretto a tornare sul ring a causa dei problemi economici. Il 6 settembre 1920 sostenne un match valido per il mondiale dei massimi con Jack Dempsey, che terminò con una sconfitta per KO al 3º round, l'unica della sua carriera. Non ascoltando i consigli, invece di dichiarare il fallimento della propria attività, Miske utilizzò il denaro guadagnato con il match per pagarne i debiti, ritrovandosi in breve nelle stessa precedente situazione di difficoltà economica.
Pur menomato dalla gravità della malattia, Miske, che aveva una famiglia da mantenere, fu costretto a perseguire l'unica fonte di reddito che possedeva, la boxe.
Pur non potendo nemmeno più allenarsi e ormai costretto alla sedia a rotelle, Miske sostenne l'ultimo match due mesi prima della morte, battendo il veterano Bill Brennan per KO al 4º round.